# Matti Manninen
Matti Manninen (Pori, 20 juli 1992) is een voormalig Fins wielrenner die in 2017 reed voor Team FixIT.no.

## Carrière
In zijn jeugd won Manninen verschillende nationale titels. Zo won hij in 2010 als junior de nationale wegtitel, hij deed dat in 2012 en 2013 als belofte nog eens over. In het tijdrijden won hij in 2013 en 2014 de nationale beloftentitel.
Het seizoen 2015 begon Manninen bij het Britse Team Raleigh GAC, maar hij maakte per 1 april de overstap naar Bliz-Merida, dat dat jaar geen UCI-licentie bezat. In augustus won Manninen de eerste etappe van de Baltic Chain Tour door de sprint in de kopgroep te winnen. In het eindklassement werd de Fin tweede, zes seconden achter winnaar Andrij Koelyk.
In 2016 ontving Manninens ploeg wel een UCI-licentie. Zijn seizoensdebuut maakte hij in de GP Liberty Seguros, waar hij in de tweede etappe opgaf. In zijn tweede koers van het seizoen, de Ronde van Marokko, wist Manninen tweede te worden in de zevende etappe. Na onder meer een vierde plaats te hebben behaald in de Scandinavian Race Uppsala volgde in juli Manninens eerste seizoenszege: in de Ronde van Mazovië won hij de tweede etappe, voor Patrick van der Duin en Tomáš Bucháček, waardoor de Fin de leiderstui overnam van Maximilian Beyer. In de laatste etappe werd Manninen derde, waardoor hij zijn plaats in het algemeen klassement behield en zo de koers op zijn palmares mocht bijschrijven.
Na zijn eindoverwinning in Polen nam Manninen deel aan de Ronde van Ribas en de Odessa GP, twee Oekraïense eendagskoersen. In beide wedstrijden wist Manninen bij de beste tien te eindigen, maar kon niet meedoen om de winst. In de Ronde van Szeklerland, die vier dagen na de laatste Oekraïense koers begon, kon hij dat wel: Manninen won de eerste etappe, met aankomst in Miercurea Ciuc.

## Overwinningen
2010
 Fins kampioen op de weg, Junioren
2012
 Fins kampioen op de weg, Beloften
2013
 Fins kampioen tijdrijden, Beloften
 Fins kampioen op de weg, Beloften
2014
 Fins kampioen tijdrijden, Beloften
2015
1e etappe Baltic Chain Tour
2016
2e etappe Ronde van Mazovië
Eindklassement Ronde van Mazovië
1e etappe Ronde van Szeklerland
2017
 Fins kampioen op de weg, Elite
4e etappe Ronde van Hongarije

## Resultaten in voornaamste wedstrijden
|      | \| Jaar \| \| WK op de weg \| \| ---- \| \| ------------ \| \| 2016 \| \| opgave \| \| 2017 \| \| opgave \| |              |
| Jaar | | WK op de weg |
| 2016 | | opgave       |
| 2017 | | opgave       |

## Ploegen
- 2015 –  Team Raleigh GAC (tot 31-3)
- 2016 –  Bliz-Merida Pro Cycling
- 2017 –  Team FixIT.no

Forsby · Hansen · Henttala · Janssen · Kanerva · Lundgren · Manninen · Moncorgé · Pölder · Svensson · M.Tefre Lunder · N.Tefre Lunder